# Michel Bensoussan
Michel Bensoussan (Pau, 5 de janeiro de 1954) é um ex-futebolista profissional francês que atuava como goleiro, campeão olímpico em Los Angeles 1984

## Carreira
Michel Bensoussan representou o seu país nos Jogos Olímpicos de Verão de 1984, conquistando a medalha de ouro.